# Сегюр, Филипп Поль де
Филипп-Поль де Сегюр (фр. Philippe Paul de Ségur; 4 ноября 1780 — 25 февраля 1873) — французский бригадный генерал, входивший в окружение Наполеона. Оставил воспоминания по истории наполеоновских войн.

## Биография
Происходил из знатного аристократического рода, сын графа Луи-Филиппа де Сегюра, известного историка и посла Франции в России с 1783 года во времена Екатерины II. При Директории (1795—1799) юный Филипп-Поль, проживая в Париже, зарабатывал себе на жизнь тем, что писал водевили и сочинял стихи для местной газеты. С приходом к власти Наполеона встал на его сторону и позднее вошёл в число приближённых.
В 1800 году вступил в гусарский полк, но продолжал занятия литературой. В 1802 году вышла его первая книга о кампании генерала Макдональда. Во время польского похода 1807 года попал в плен к русским и был освобождён после Тильзитского мира.
В 1808 году ему присвоено звание полковника. В 1808 году (30 ноября) в Испании под Мадридом Филипп-Поль по собственной инициативе возглавил атаку польского эскадрона гвардейских шеволежеров-улан на позиции испанской артиллерии в битве при Сомосьерре, был ранен и вернулся во Францию.
В 1810 году получил звание бригадного генерала.
В 1812 году находился как квартирмейстер при Главном штабе в свите Наполеона во время похода последнего в Россию. В первых боях Русской кампании брата Филиппа-Поля, Октава-Габриеля, капитана французской армии, казаки захватили в плен. Брату повезло вернуться из русского плена.
После отречения Наполеона Людовик XVIII вверил Сегюру преобразованную из Старой Гвардии кавалерию. Во время Ста дней Сегюр командовал армией, прикрывающей Рейн. После второй Реставрации он оставил службу и окончательно сменил оружие на перо.
Ему принадлежит несколько исторических трудов, но все они не имели того успеха, который выпал на долю его наиболее известной книги, опубликованной во времена реставрации в 1824 году под названием «Histoire de Napoléon et de la grande armée pendant l’année 1812» (с фр. — «История Наполеона и его Великой Армии в 1812 году»). Менее чем за три года она выдержала десять изданий, следовавших одно за другим. Сегюр был избран в 1830 году членом французской Академии, где заседал сорок три года до смерти.
Бывший офицер Наполеона Гаспар Гурго, сам автор книги о Наполеоне, обиделся за критичное, не без иронии, изображение императора в мемуарах Сегюра. По мнению Гурго, Сегюр написал только эффектную мелодраму. Поэтому сам он стремился во что бы то ни стало опровергнуть все утверждения Сегюра об императоре и о Бородинском сражении в частности. Обмен письмами между двумя авторами в конечном итоге привёл к дуэли, закончившейся ранением Сегюра.

## Мемуары
Воспоминаниями Сегюра пользовался Лев Толстой для описания Бородинского сражения в романе «Война и мир». Сегюр попытался показать, как мучительно принимал император решение о движении на Москву в погоне за русской армией и как быстрота этого движения приводила к расстройству войск и к столкновениям характеров и темпераментов среди французского генералитета. Сегюр пытался более или менее последовательно проследить ход битвы, отдавая предпочтение наиболее красочным эпизодам в угоду драматизации событий.
Мемуары Сегюра представляют собой личные воспоминания о пережитом. О некоторых событиях войны рассказано со слов других участников, здесь достоверность изложения зависит от точности источников.

## Образ в кино
- «Битва при Аустерлице» (Франция, Италия, Югославия, 1960) — актёр Жан-Луи Трентиньян